# Annejoke Smids
Annejoke Smids (Minnertsga, 1963) is een Nederlandse jeugdboekenschrijfster. Ze schrijft in het genre van de historische jeugdboeken.
Al jong had ze de wens later schrijfster te worden. Smids studeerde Engelse taal en letterkunde en deed ook een cursus Italiaans. In 2003 debuteerde ze met Piratenbloed.